# Thomas Davidson (paleontolog)
Thomas Davidson (ur. 17 maja 1817 w Edynburgu, zm. 14 października 1885 w Brighton) – brytyjski paleontolog, znany autor obszernej monografii ramienionogów kopalnych Zjednoczonego Królestwa (w którego skład wchodziła wówczas cała Irlandia).

## Życiorys
Pochodził z rodziny właścicieli ziemskich w szkockim hrabstwie Midlothian. W młodości, przebywając w Paryżu, słuchał wykładów Élie de Beaumonta, Geoffroy Saint-Hilaire’a, Dumérila i innych przyrodników. W roku 1835 zapisał się na Uniwersytet w Edynburgu. W roku 1836 odbył podróż (głównie pieszą) po Francji, Włoszech, Szwajcarii i Niemczech, badając geologię tych krajów. Pod wpływem spotkanego w 1837 roku Leopolda von Bucha zajął się słabo wówczas poznanymi ramienionogami. Studiował także w paryskiej Szkole Sztuk Pięknych, gdzie był uczniem Paula Delaroche’a i Horace’a Verneta.
W roku 1850 rozpoczął publikowanie monografii ramienionogów kopalnych Wielkiej Brytanii, do której sam przygotowywał i litografował plansze. Ostatnia część tego dzieła ukazała się w 1885 roku. Całość obejmuje sześć tomów in quarto z 229 planszami. Mówiono o nim, że był ostatnią osobą, która znała wszystkie brytyjskie ramienionogi.

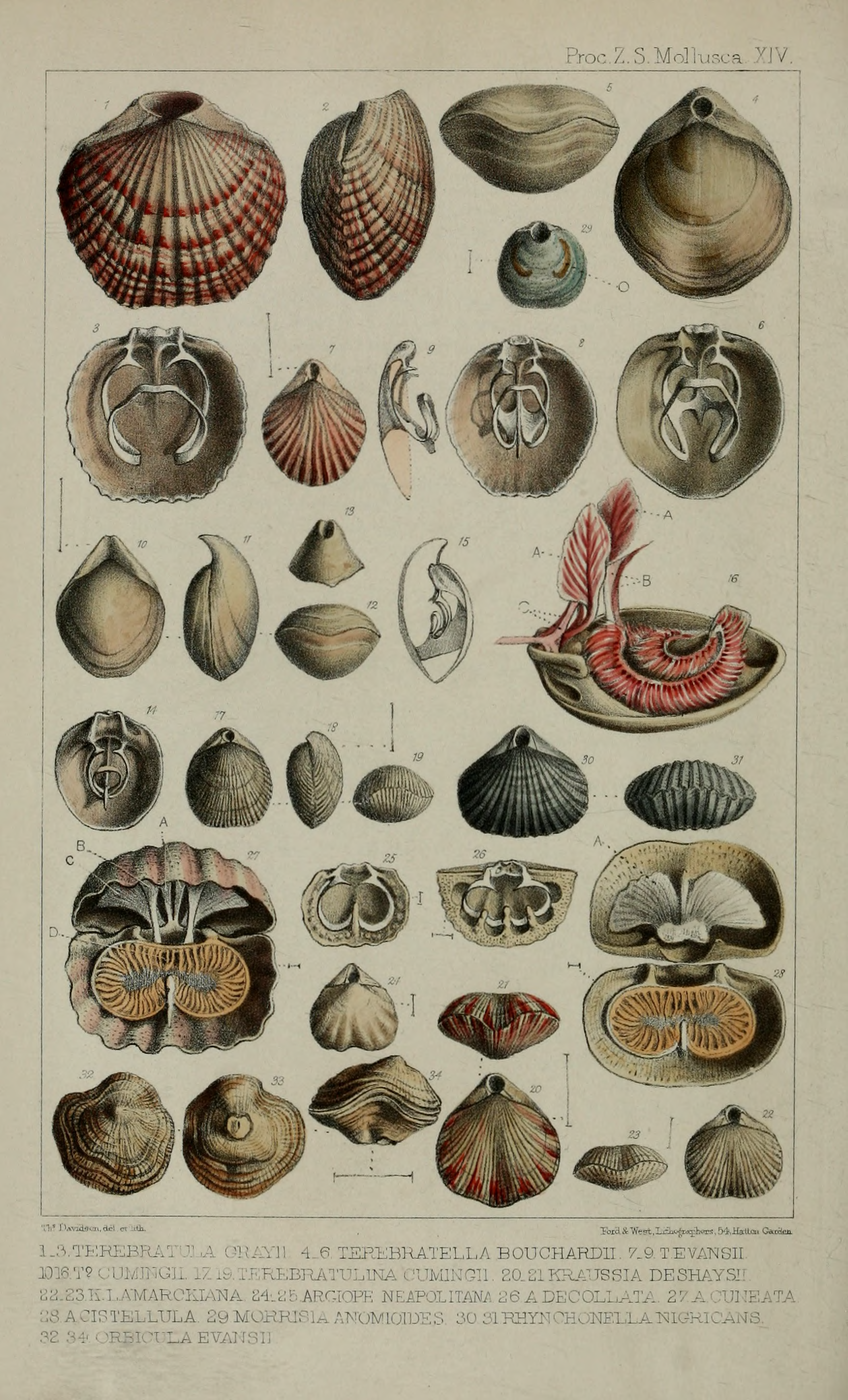
Ramienionogi współczesne (plansza z pracy Davidsona, 1852: na górze po lewej stronie opisany przezeń gatunek Coptothyris grayii)

Thomas Davidson nawiązał współpracę z wieloma przyrodnikami swoich czasów. Wiele osób przesyłało mu materiał do badań, a rozdziały do jego opus magnum napisali m.in. Richard Owen i Roderick Murchison. Jego współpracowniczką była również Agnes Crane. Ze względu na wielką liczbę okazów do opracowania, przy wybieraniu ramienionogów z osadu i ich wstępnej klasyfikacji zapewnił sobie także pomoc osób nie będących zawodowymi przyrodnikami – duchownych z Brighton. Davidsonowi powierzono także opracowanie ramienionogów z wyprawy „Challengera”.
W testamencie zapisał swoje zbiory i bibliotekę Muzeum Brytyjskiemu.

### Pełnione funkcje i otrzymane godności
- Honorowy sekretarz Londyńskiego Towarzystwa Geologicznego (1858)[3]
- Laureat medalu Wollastona (1865)[3]
- Laureat medalu (Royal Medal) Towarzystwa Królewskiego (1870)[10]
- Doktor (Ll. D.) Uniwersytetu St Andrews (1882)[2]
- Wiceprzewodniczący Palaeontographical Society(inne języki)[1]
- Członek Towarzystwa Królewskiego[3]
- Członek Królewskiej Akademii Bawarskiej[3]
- Członek Królewskiej Akademii Belgijskiej(inne języki)[3]
- Członek Amerykańskiego Towarzystwa Filozoficznego[3]

## Osiągnięcia naukowe

### Znaczenie w historii nauki

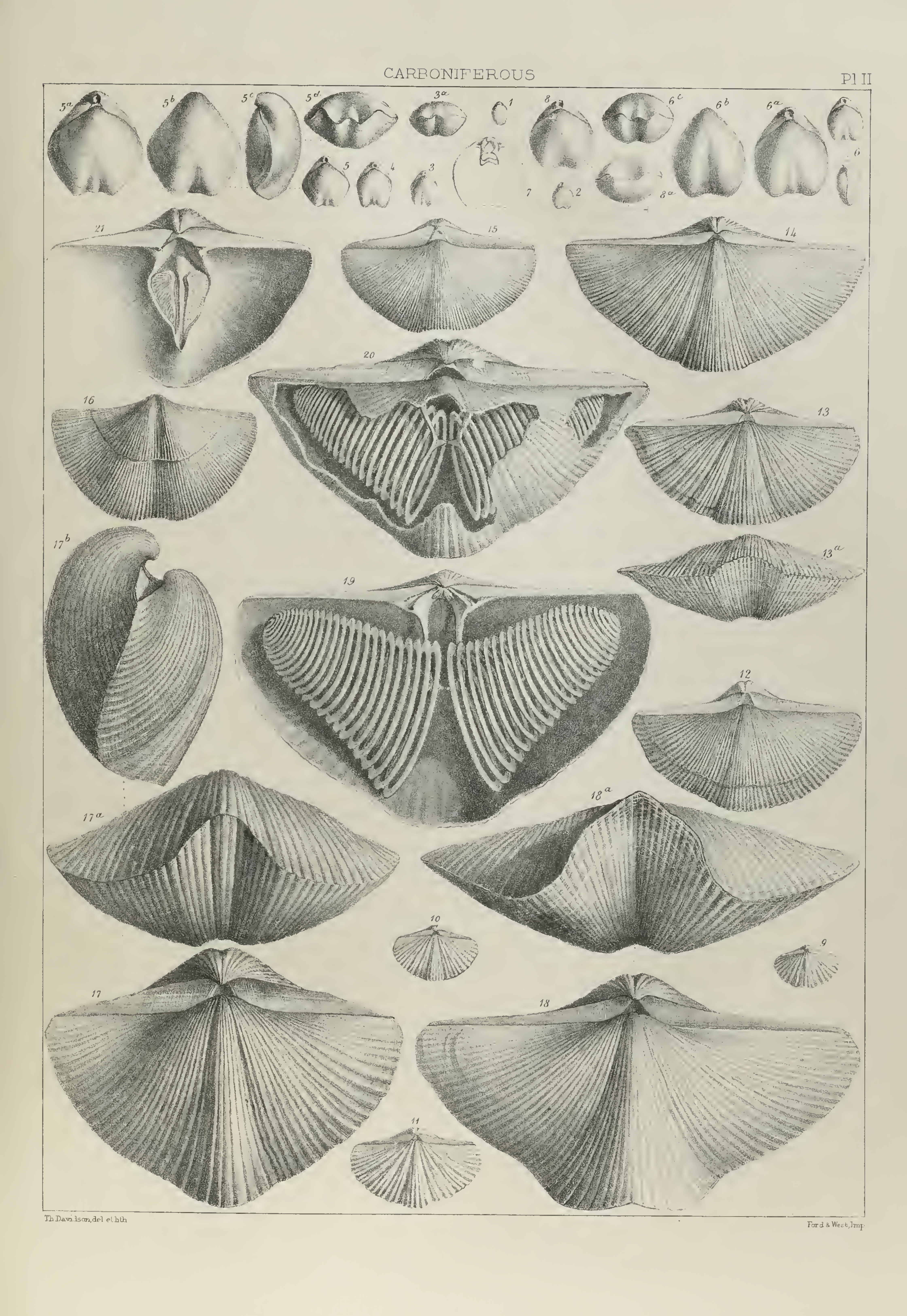
Ramienionogi karbońskie (plansza z monografii Davidsona, 1856)

Opisał liczne nowe taksony ramienionogów – nazwano go nawet „ojcem chrzestnym ramienionogów”. Są to między innymi:
- rodziny Porambonitidae Davidson, 1853[12], Trimerellidae Davidson & King, 1872[13], Athyrididae Davidson, 1881[14] i Nucleospiridae Davidson, 1884[15];
- rodzaje Cyrtina Davidson, 1859[16], Streptis Davidson, 1881[17], Hindella Davidson, 1882[18], Bifida Davidson, 1882[18], Kayseria Davidson, 1882[18] i Kraussina Davidson in Suess, 1859[19];
- wiele gatunków od kambryjskich po żyjące współcześnie, np. kambryjska Linnarssonia? maculata (Davidson, 1868) [= Obolella maculata Davidson, 1868][17], ordowicka Glyptorthis lapworthi (Davidson, 1883) [= Orthis lapworthi Davidson, 1883][17], sylurska Homoeospira baylei (Davidson, 1848) [= Terebratula baylei Davidson, 1848][17], jurajska Stolmorhynchia bouchardi (Davidson, 1852) [= Rhynchonella bouchardi Davidson, 1852][20], kredowa Dereta incerta (Davidson, 1852)[21] [= Trigonosemus incerta Davidson, 1852][22] i współczesna Coptothyris grayii (Davidson, 1852) [= Terebratula grayii Davidson, 1852][23][24].

## Publikacje

### Monograph of the British Fossil Brachiopoda(1850–1885)
Monografia wychodziła przez 35 lat w odrębnych zeszytach, które były częściami różnych tomów wydawnictwa seryjnego Monographs of the Palaeontographical Society. W związku z tym poszczególne części monografii oznaczone są poczwórnym systemem numerów:
- numerami tomów czasopisma (od tomu IV w roku 1850 do tomu XXIX w roku 1886);
- numerami zeszytów czasopisma (od numeru 10 w roku 1850 do numeru 187 w roku 1885);
- numerami części monografii (1 – trzeciorzęd; 2 – kreda; 3 – jura; 4 – perm; 5 – karbon; 6 – dewon; 7 – sylur [w ujęciu Davidsona obejmuje kambr, ordowik i sylur[17]]; niektóre części podzielone na podzeszyty (ang. portions); części suplementów numerowane oddzielnie od 1 do 5 i powtórnie od 1 do 3);
- numerami tomów, w które pogrupowano części monografii (I – od trzeciorzędu do jury; II – perm i karbon; III – dewon i sylur; IV – dodatki do tomów 1 i 2; V – dodatki do tomu 3; VI – bibliografia).

Poniżej zestawienie poszczególnych części:

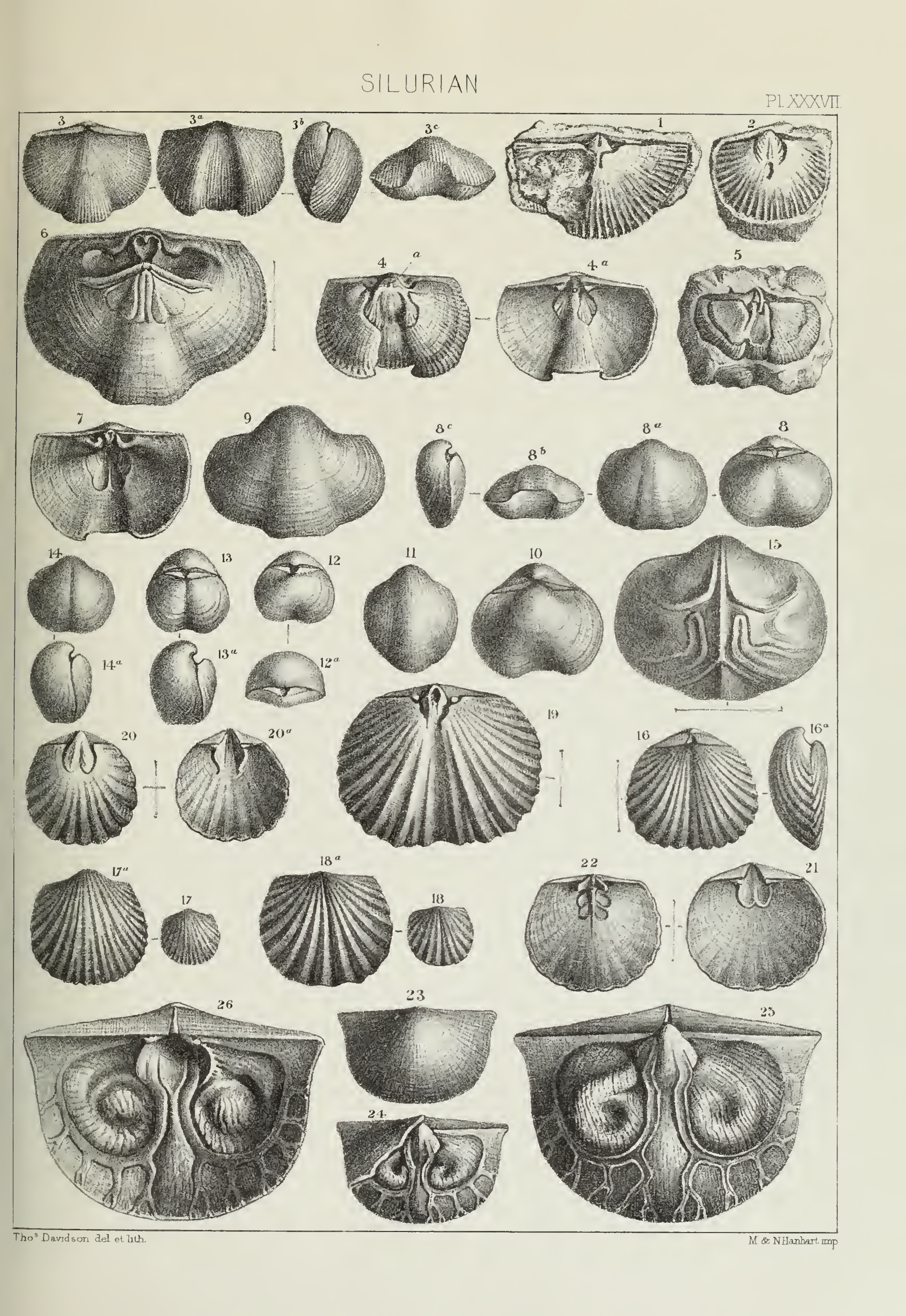
Ramienionogi ordowickie (plansza z monografii Davidsona, 1869)

- Ramienionogi ordowickie (plansza z monografii Davidsona, 1869)Volume I: A General Introduction (1853)[12]
- [Volume I] Part 1: A monograph of British Tertiary Brachiopoda (1852)[25]
- [Volume I] Part 2: A Monograph of British Cretaceous Brachiopoda (1852[22], 1854[26])
- [Volume I] Part 3: The Oolitic and Liassic Brachiopoda (1851[27], 1852[28])
- [Volume II] Part 4: A Monograph of British Permian Brachiopoda (1857)[29]
- [Volume II] Part 5: A monograph of British Carboniferous Brachiopoda (1857[30], 1859[16], 1860[31], 1861[32], 1862[33])
- [Volume III] Part 6: A monograph of British Devonian Brachiopoda (1864[34], 1865[35])
- [Volume III] Part 7: The Silurian Brachiopoda (1866[36], 1867[37], 1869[38], 1871[39])
- Volume IV, Part 1: Supplement to the Recent, Tertiary, and Cretaceous Species (1874)[40]
- Volume IV, Part 2: Supplement to the Jurassic and Triassic species (1876[41], 1878[42])
- Volume IV, Part 3: Supplement to the Permian and Carboniferous Species (1880)[43]
- Volume IV, Part 4: Devonian and Silurian Brachiopoda that occur in the Triassic pebble bed of Budleigh Salterton (1881)[44]
- Volume IV, Part 5: Index (1882)[45]
- Volume V, Part 1: Devonian and Silurian Supplements (1882)[18]
- Volume V, Part 2: Silurian Supplement (1883)[46]
- Volume V, Part 3: Appendix to Supplement, General Summary, with Catalogue and Index of the British Species (1884)[15]
- Volume VI: Bibliography of the Brachiopoda (1886)[4]

### Inne
- What is a Brachiopod? (1877)[47]
- A Monograph of Recent Brachiopoda (1886–1888)[6]

## Upamiętnienie
Na cześć Davidsona nazwano kilka taksonów ramienionogów, m.in. rodzaj dewońskich atrypidów Davidsonia Bouchard-Chantereaux, 1848 i gatunek jurajskich terebratulidów Zellania davidsonii Moore, 1855.